# 鳥越凌
鳥越 凌（とりこし りょう）は、日本の起業家、SEOコンサルタント。and media株式会社代表取締役CEO。
SEO（検索エンジン最適化）・コンテンツマーケティング分野で活動し、SEO記事制作代行サービス「Writing Force」の運営や、企業のオウンドメディア支援を手がける。

## 経歴

### 初期キャリア
2016年4月、新卒で株式会社ゼネラルリンクに入社し、SEOディレクターとして約3年間従事。アフィリエイトサイトのSEO運営に携わり、3年目にはマネージャーとして活動した。

### and media創業
2019年4月15日、and media株式会社を設立し代表取締役CEOに就任。
2019年9月からトレンダーズ株式会社に入社し、ギフトEC「anny.gift」のメディアプロデューサーとして活動。and mediaの代表業務と並行して副業でSEOコンサルティングやサイト運営を継続した。

## and media株式会社

### 会社概要
and media株式会社は、鳥越が2019年4月15日に設立したSEO・コンテンツマーケティング専門企業である。本社は東京都渋谷区に置く。

### 主要サービス
同社の主力サービスである「Writing Force」は、SEO記事制作代行サービスとして展開されている。ライターとディレクターのタッグによる品質管理体制を構築している。
その他、SEOコンサルティング、被リンク獲得支援などの関連サービスを提供している。

### 事業実績
クライアント企業に対してPV数倍増やコンバージョン数向上などの成果を提供している。

## 受賞・評価
2023年、広告・マーケティング資料ポータルサイト「メディアレーダー」において、「メディアレーダーAward 2023」のSEM部門に選出された。

## 主なメディア露出
2024年2月、新R25の記事インタビューに登場し、SEO業界の現状と同社のサービスについて詳細に語った。また、SEO・マーケティング関連の勉強会や交流会でも積極的に講演活動を行っている。

## 人物
SEOアフィリエイター出身の経験を活かし、BtoBサービスやリード獲得単価の高いサービスに対するSEO支援を得意分野とする。